# Wieprz
Wieprz [vjepř] je řeka v Polsku. Protéká územím Lublinského vojvodství. Je 303 km dlouhá. Povodí má rozlohu 10 400 km².

## Průběh toku
Pramení na východních svazích vysočiny Roztocze poblíž města Tomaszów Lubelski. Na horním toku protéká Lublinskou vysočinou. Protéká nížinou v bažinaté dolině a ústí zprava do Visly u Dęblinu. Řeka je spojena Kanálem Wieprz-Krzna s řekou Krzna.

### Přítoky
Hlavní přítoky jsou Bystrzyca a Tyśmienica.
Levostrannými přítoky jsou: Świerszcz, Pór, Łętownia, Werbka, Rakówka, Żółkiewka, Łopa, Marianka, Giełczewka, Bystrzyca, Minina, Bylina, pravostrannými přítoky jsou: Łabuńka, Wolica, Wojsławka, Siennica, Bzdurka, Rejka, Mogielnica, Świnka, Tyśmienica, Zalesianka, Irenka.
Řeka získala statut přírodního ekologického řečiště. Na řece je vodní nádrž Nielisz a jezero Piskory, které bylo vysušeno, ale díky programu obnovy bylo opět zaplaveno a stalo se přírodní rezervací.

## Vodní režim
Vyšší vodní stavy jsou na jaře, v létě hladina klesá. Průměrný dlouhodobý průtok činí 40 m³/s.

## Využití
Po řece je splavováno dřevo. Na dolním toku je možná vodní doprava. Na řece leží města Szczebrzeszyn, Krasnystaw, Łęczna, Lubartów a Dęblin.

## Historie
V době Polsko-bolševické války v roce 1920 se na řece Wieprz zkoncentrovaly síly 4. armády, které se chystaly do varšavské bitvy.